# Hylaeus montanus
Hylaeus montanus là một loài Hymenoptera trong họ Colletidae. Loài này được Nurse mô tả khoa học năm 1903.